# Warren megye (Kentucky)
Warren megye az Amerikai Egyesült Államokban, azon belül Kentucky államban található. Megyeszékhelye és legnagyobb városa Bowling Green. Lakosainak száma 134 554 fő (2020. április 1.). Warren megye Allen, Logan, Simpson, Butler, Edmonson és Barren megyékkel határos.

## Népesség
A megye népességének változása:
| Lakosok száma | 114 146 | 115 371 | 116 929 | 118 370 | 122 851 | 134 554 |
|               | 2010    | 2011    | 2012    | 2013    | 2015    | 2020    |